# Municipio de Lake Elizabeth
El municipio de Lake Elizabeth (en inglés: Lake Elizabeth Township) es un municipio ubicado en el condado de Kandiyohi en el estado estadounidense de Minnesota. En el año 2010 tenía una población de 233 habitantes y una densidad poblacional de 2,5 personas por km².

## Geografía
El municipio de Lake Elizabeth se encuentra ubicado en las coordenadas 45°0′33″N 94°48′32″O / 45.00917, -94.80889. Según la Oficina del Censo de los Estados Unidos, el municipio tiene una superficie total de 93.24 km², de la cual 89,39 km² corresponden a tierra firme y (4,13 %) 3,85 km² es agua.

## Demografía
Según el censo de 2010, había 233 personas residiendo en el municipio de Lake Elizabeth. La densidad de población era de 2,5 hab./km². De los 233 habitantes, el municipio de Lake Elizabeth estaba compuesto por el 99,57 % blancos, el 0,43 % eran isleños del Pacífico. Del total de la población el 1,72 % eran hispanos o latinos de cualquier raza.